# Kalinovka
Kalinovka (ryska Кали́новка) är en by som ligger i Kursk oblast i Ryssland, nära gränsen till Ukraina. Den är centralort i en landsbygdsenhet, Kalinovskij Selsovet, som hade 1 838 invånare i början av 2015.
Nikita Chrusjtjov föddes i denna by.